# Relações entre China e Sérvia
As relações entre China e Sérvia referem-se às relações exteriores entre a República Popular da China e a República da Sérvia. As relações são mantidas desde que a República Socialista Federativa da Iugoslávia reconheceu a República Popular da China em 1 de outubro de 1949, emboras as relações diplomáticas entre os dois países foram formalmente estabelecidas pela troca de notas diplomáticas entre os dois Ministros de Relações Exteriores em 2 de janeiro de 1955. A China tem uma embaixada em Belgrado e também mantém um escritório em Pristina com base no consentimento do governo da Sérvia desde novembro de 2006. A Sérvia tem uma embaixada em Pequim e um consulado-geral em Xangai.

## História
A República Popular da China apoiou a República Federal da Iugoslávia durante a Guerra do Kosovo e se opôs aos ataques aéreos da OTAN contra alvos na Sérvia e no Montenegro. A China acreditava que Slobodan Milosevic estava agindo para impedir a secessão de Kosovo por separatistas albaneses e assim apoiou suas ações como preservando a integridade territorial da República Federal da Iugoslávia. A República Popular da China opôs-se à intervenção da OTAN no Kosovo com base no fato de constituir um precedente perigoso que os oficiais chineses acreditavam que poderia no futuro afligir a República Popular da China, caso os levantes ocorressem no Tibete ou no Xinjiang e resultassem em bombardeios. A oposição da República Popular da China às ações da OTAN intensificariam-se após o bombardeio acidental da embaixada da China em Belgrado durante a guerra. 

## Cooperação
A China fez da Sérvia seu principal aliado nos Bálcãs e isso desde a década de 1970. Os dois países assinaram um importante acordo de parceria estratégica em agosto de 2009.   O acordo tem dez pontos e abrange uma grande variedade de temas, incluindo o respeito mútuo da integridade territorial, planos para o desenvolvimento do comércio, bem como intercâmbio cultural, tecnológico e científico. Nesse acordo bilateral os dois países se comprometem a defender a integridade territorial de ambos os Estados: tendo em vista que a China não reconhece a independência de Kosovo, isso forneceu um poderoso aliado para a Sérvia.